# Rosenstolz/Diskografie
Diese Diskografie ist eine Übersicht über die musikalischen Werke des deutschen Pop-Duos Rosenstolz. Den Quellenangaben und Schallplattenauszeichnungen zufolge hat es bisher mehr als 4,3 Millionen Tonträger verkauft, davon allein in seiner Heimat über 4,2 Millionen. Seine erfolgreichste Veröffentlichung ist das zehnte Studioalbum Das große Leben mit über 1,1 Millionen verkauften Einheiten, womit es eines der meistverkauften Musikalben in Deutschland ist.

## Alben

### Studioalben
| Jahr | Titel Musiklabel                                 | Höchstplatzierung, Gesamtwochen, AuszeichnungChartplatzierungen (Jahr, Titel, Musiklabel, Platzierungen, Wochen, Auszeichnungen, Anmerkungen) | Höchstplatzierung, Gesamtwochen, AuszeichnungChartplatzierungen (Jahr, Titel, Musiklabel, Platzierungen, Wochen, Auszeichnungen, Anmerkungen) | Höchstplatzierung, Gesamtwochen, AuszeichnungChartplatzierungen (Jahr, Titel, Musiklabel, Platzierungen, Wochen, Auszeichnungen, Anmerkungen) | Anmerkungen                                                  |
| Jahr | Titel Musiklabel                                 | DE | AT | CH | Anmerkungen                                                  |
| ---- | ------------------------------------------------ | --- | --- | --- | ------------------------------------------------------------ |
| 1992 | Soubrette werd’ ich nie Pool (OMV)               | DE93 (1 Wo.)DE | — | — | Erstveröffentlichung: 1992                                   |
| 1994 | Nur einmal noch Traumton Records (Indigo)        | — | — | — | Erstveröffentlichung: 23. Mai 1994                           |
| 1995 | Mittwoch is’ er fällig Traumton Records (Indigo) | — | — | — | Erstveröffentlichung: 14. Mai 1995                           |
| 1996 | Objekt der Begierde Polydor (UMG)                | — | — | — | Erstveröffentlichung: 10. Mai 1996                           |
| 1997 | Die Schlampen sind müde Polydor (UMG)            | DE31 (10 Wo.)DE | — | — | Erstveröffentlichung: 26. September 1997                     |
| 1999 | Zucker Polydor (UMG)                             | DE2 (16 Wo.)DE | — | — | Erstveröffentlichung: 23. April 1999                         |
| 2000 | Kassengift Polydor (UMG)                         | DE1 Gold · (13 Wo.)DE | — | — | Erstveröffentlichung: 4. September 2000 Verkäufe: + 150.000  |
| 2002 | Macht Liebe Polydor (UMG)                        | DE3 Gold · (23 Wo.)DE | AT51 (3 Wo.)AT | — | Erstveröffentlichung: 9. September 2002 Verkäufe: + 150.000  |
| 2004 | Herz Island Records (UMG)                        | DE1 ×3Dreifachplatin · (59 Wo.)DE | AT22 (36 Wo.)AT | CH55 (4 Wo.)CH | Erstveröffentlichung: 22. März 2004 Verkäufe: + 600.000      |
| 2006 | Das große Leben Island Records (UMG)             | DE1 ×11Elffachgold · (117 Wo.)DE | AT1 Platin · (52 Wo.)AT | CH10 Gold · (42 Wo.)CH | Erstveröffentlichung: 3. März 2006 Verkäufe: + 1.145.000     |
| 2008 | Die Suche geht weiter Island Records (UMG)       | DE1 ×3Dreifachplatin · (60 Wo.)DE | AT1 Gold · (15 Wo.)AT | CH2 Gold · (22 Wo.)CH | Erstveröffentlichung: 26. September 2008 Verkäufe: + 625.000 |
| 2011 | Wir sind am Leben Island Records (UMG)           | DE1 ×3Dreifachgold · (30 Wo.)DE | AT1 Gold · (21 Wo.)AT | CH3 (10 Wo.)CH | Erstveröffentlichung: 23. September 2011 Verkäufe: + 310.000 |

### Livealben
| Jahr | Titel Musiklabel                           | Höchstplatzierung, Gesamtwochen, AuszeichnungChartplatzierungen (Jahr, Titel, Musiklabel, Platzierungen, Wochen, Auszeichnungen, Anmerkungen) | Höchstplatzierung, Gesamtwochen, AuszeichnungChartplatzierungen (Jahr, Titel, Musiklabel, Platzierungen, Wochen, Auszeichnungen, Anmerkungen) | Höchstplatzierung, Gesamtwochen, AuszeichnungChartplatzierungen (Jahr, Titel, Musiklabel, Platzierungen, Wochen, Auszeichnungen, Anmerkungen) | Anmerkungen                                                                            |
| Jahr | Titel Musiklabel                           | DE | AT | CH | Anmerkungen                                                                            |
| ---- | ------------------------------------------ | --- | --- | --- | -------------------------------------------------------------------------------------- |
| 1999 | Zuckerschlampen live Polydor (UMG)         | DE5 (5 Wo.)DE | — | — | Erstveröffentlichung: 24. September 1999                                               |
| 2003 | Live aus Berlin Island Records (UMG)       | DE11 Gold · (17 Wo.)DE | — | — | Erstveröffentlichung: 26. Mai 2003 Verkäufe: + 100.000                                 |
| 2006 | Das große Leben live Island Records (UMG)  | DE*DE | AT19 (13 Wo.)AT | — | Erstveröffentlichung: 8. September 2006 * Verkäufe werden dem Studioalbum hinzuaddiert |
| 2009 | Die Suche geht weiter – live Polydor (UMG) | DE*DE | AT30 (7 Wo.)AT | — | Erstveröffentlichung: 24. April 2009 * Verkäufe werden dem Studioalbum hinzuaddiert    |

### Kompilationen
| Jahr | Titel Musiklabel                                                                                          | Höchstplatzierung, Gesamtwochen, AuszeichnungChartplatzierungen (Jahr, Titel, Musiklabel, Platzierungen, Wochen, Auszeichnungen, Anmerkungen) | Höchstplatzierung, Gesamtwochen, AuszeichnungChartplatzierungen (Jahr, Titel, Musiklabel, Platzierungen, Wochen, Auszeichnungen, Anmerkungen) | Höchstplatzierung, Gesamtwochen, AuszeichnungChartplatzierungen (Jahr, Titel, Musiklabel, Platzierungen, Wochen, Auszeichnungen, Anmerkungen) | Anmerkungen                                                                           |
| Jahr | Titel Musiklabel                                                                                          | DE | AT | CH | Anmerkungen                                                                           |
| ---- | --- | --- | --- | --- | ------------------------------------------------------------------------------------- |
| 1997 | Raritäten Traumton Records (Indigo)                                                                       | — | — | — | Erstveröffentlichung: 24. November 1997                                               |
| 1998 | Alles Gute – Das Beste von 92 bis 98 Alles Gute – Die Goldedition – Das Beste von 92 bis 01 Polydor (UMG) | DE10 Gold · (31 Wo.)DE | — | — | Erstveröffentlichung: 14. April 1998 Neuauflage: 3. Dezember 2001 Verkäufe: + 250.000 |
| 2003 | Kuss der Diebe Zett Records (DAM)                                                                         | DE80 (2 Wo.)DE | — | — | Erstveröffentlichung: 22. September 2003                                              |
| 2004 | Erwarten se nix Zett Records (DAM)                                                                        | DE47 (4 Wo.)DE | — | — | Erstveröffentlichung: 25. Oktober 2004                                                |
| 2005 | Wenn du aufwachst Zett Records (DAM)                                                                      | DE68 (3 Wo.)DE | — | — | Erstveröffentlichung: 7. Oktober 2005                                                 |
| 2006 | Mondkuss Zett Records (DAM)                                                                               | DE16 (12 Wo.)DE | — | — | Erstveröffentlichung: 24. Februar 2006 Verkäufe: 1.000 (limitiert)                    |
| 2008 | Traum vom Fliegen Zett Records (DAM)                                                                      | DE23 (5 Wo.)DE | AT25 (5 Wo.)AT | — | Erstveröffentlichung: 19. September 2008                                              |
| 2011 | Strahlende Nächte Zett Records (DAM)                                                                      | DE48 (1 Wo.)DE | — | — | Erstveröffentlichung: 16. September 2011                                              |
| 2012 | Balladen Zett Records (DAM)                                                                               | — | — | — | Erstveröffentlichung: 27. Januar 2012                                                 |
| 2016 | Das Beste Polydor (UMG)                                                                                   | DE54 (1 Wo.)DE | — | — | Erstveröffentlichung: 28. Oktober 2016                                                |
| 2018 | Lass es Liebe sein – Die schönsten Lieder Island Records (UMG)                                            | DE2 (16 Wo.)DE | AT22 (1 Wo.)AT | CH27 (4 Wo.)CH | Erstveröffentlichung: 28. September 2018                                              |

### EPs
| Jahr | Titel Musiklabel           | Anmerkungen                              |
| ---- | -------------------------- | ---------------------------------------- |
| 2011 | Demos Island Records (UMG) | Erstveröffentlichung: 23. September 2011 |

## Singles
| Jahr | Titel Album                                                                     | Höchstplatzierung, Gesamtwochen, AuszeichnungChartplatzierungen (Jahr, Titel, Album, Platzierungen, Wochen, Auszeichnungen, Anmerkungen) | Höchstplatzierung, Gesamtwochen, AuszeichnungChartplatzierungen (Jahr, Titel, Album, Platzierungen, Wochen, Auszeichnungen, Anmerkungen) | Höchstplatzierung, Gesamtwochen, AuszeichnungChartplatzierungen (Jahr, Titel, Album, Platzierungen, Wochen, Auszeichnungen, Anmerkungen) | Anmerkungen                                                          |
| Jahr | Titel Album                                                                     | DE | AT | CH | Anmerkungen                                                          |
| ---- | ------------------------------------------------------------------------------- | --- | --- | --- | -------------------------------------------------------------------- |
| 1992 | Ich geh auf Glas Soubrette werd’ ich nie                                        | — | — | — | Erstveröffentlichung: 20. August 1992                                |
| 1993 | Schlampenfieber Soubrette werd’ ich nie                                         | — | — | — | Erstveröffentlichung: 17. Mai 1993                                   |
| 1994 | Nur einmal noch                                                                 | DE75 (1 Wo.)DE | — | — | Erstveröffentlichung: 24. Mai 1994 Neuauflage: 18. Mai 1998          |
| 1994 | Kuss der Diebe Nur einmal noch                                                  | — | — | — | Erstveröffentlichung: 24. Oktober 1994                               |
| 1995 | Mittwoch is’ er fällig                                                          | — | — | — | Erstveröffentlichung: 10. Februar 1995                               |
| 1995 | Lachen Mittwoch is’ er fällig                                                   | — | — | — | Erstveröffentlichung: 18. September 1995                             |
| 1996 | Sex im Hotel Objekt der Begierde                                                | — | — | — | Erstveröffentlichung: 15. April 1996                                 |
| 1996 | Objekt der Begierde / Lass es regnen Objekt der Begierde                        | — | — | — | Erstveröffentlichung: 1996                                           |
| 1996 | Der Moment Objekt der Begierde                                                  | — | — | — | Erstveröffentlichung: 1996                                           |
| 1997 | Ich stell mich an die nächste Wand (Monotonie) / Die Schlampen sind müde        | — | — | — | Erstveröffentlichung: 11. August 1997                                |
| 1998 | Königin Die Schlampen sind müde                                                 | — | — | — | Erstveröffentlichung: 1998                                           |
| 1998 | Herzensschöner / Königin Alles Gute                                             | DE34 (9 Wo.)DE | — | — | Erstveröffentlichung: 2. März 1998                                   |
| 1999 | Perlentaucher Zucker                                                            | DE40 (3 Wo.)DE | — | — | Erstveröffentlichung: 9. März 1999                                   |
| 1999 | Fütter deine Angst / Ja, ich will Zucker                                        | DE52 (7 Wo.)DE | — | — | Erstveröffentlichung: 26. April 1999 feat. Hella von Sinnen          |
| 2000 | Amo Vitam Kassengift                                                            | DE19 (7 Wo.)DE | — | — | Erstveröffentlichung: 21. August 2000                                |
| 2000 | Kinder der Nacht Kassengift                                                     | DE63 (2 Wo.)DE | — | — | Erstveröffentlichung: 20. November 2000                              |
| 2001 | Total Eclipse / Die schwarze Witwe Kassengift                                   | DE22 (7 Wo.)DE | — | — | Erstveröffentlichung: 5. März 2001 feat. Marc Almond / Nina Hagen    |
| 2001 | Es könnt’ ein Anfang sein Alles Gute (Gold-Edition)                             | DE8 (13 Wo.)DE | — | — | Erstveröffentlichung: 29. Oktober 2001                               |
| 2002 | Sternraketen / Macht Liebe Macht Liebe                                          | DE11 (9 Wo.)DE | — | — | Erstveröffentlichung: 19. August 2002                                |
| 2002 | Es tut immer noch weh Macht Liebe                                               | DE21 (9 Wo.)DE | — | — | Erstveröffentlichung: 25. November 2002                              |
| 2003 | Was kann ich für eure Welt Live aus Berlin                                      | DE12 (9 Wo.)DE | — | — | Erstveröffentlichung: 12. Mai 2003                                   |
| 2004 | Liebe ist alles Herz                                                            | DE6 Gold · (19 Wo.)DE | AT47 (9 Wo.)AT | — | Erstveröffentlichung: 1. März 2004 Verkäufe: + 150.000               |
| 2004 | Ich will mich verlieben Herz                                                    | DE8 (9 Wo.)DE | AT64 (2 Wo.)AT | — | Erstveröffentlichung: 14. Juni 2004                                  |
| 2004 | Willkommen / Der größte Trick Herz                                              | DE8 (12 Wo.)DE | AT44 (8 Wo.)AT | — | Erstveröffentlichung: 13. September 2004                             |
| 2004 | Ich komm an dir nicht weiter Herz                                               | DE14 (9 Wo.)DE | AT69 (1 Wo.)AT | — | Erstveröffentlichung: 22. November 2004                              |
| 2006 | Ich bin ich (wir sind wir) Das große Leben                                      | DE2 ×3Dreifachgold · (31 Wo.)DE | AT5 (38 Wo.)AT | CH16 (29 Wo.)CH | Erstveröffentlichung: 10. Februar 2006 Verkäufe: + 450.000           |
| 2006 | Nichts von alledem (tut mir leid) Das große Leben                               | DE11 (9 Wo.)DE | AT47 (4 Wo.)AT | CH59 (2 Wo.)CH | Erstveröffentlichung: 26. Mai 2006                                   |
| 2006 | Ich geh in Flammen auf / Das Glück liegt auf der Straße Das große Leben         | DE7 (17 Wo.)DE | AT12 (23 Wo.)AT | CH87 (2 Wo.)CH | Erstveröffentlichung: 25. August 2006                                |
| 2006 | Auch im Regen / Mein Sex Das große Leben                                        | DE8 (14 Wo.)DE | AT35 (5 Wo.)AT | — | Erstveröffentlichung: 17. November 2006                              |
| 2007 | Aus Liebe wollt ich alles wissen Das große Leben                                | DE15 (9 Wo.)DE | AT45 (4 Wo.)AT | CH66 (2 Wo.)CH | Erstveröffentlichung: 23. März 2007                                  |
| 2008 | Gib mir Sonne Die Suche geht weiter                                             | DE1 Gold · (31 Wo.)DE | AT3 (26 Wo.)AT | CH13 (22 Wo.)CH | Erstveröffentlichung: 29. August 2008 Verkäufe: + 150.000            |
| 2008 | Wie weit ist vorbei Die Suche geht weiter                                       | DE8 (10 Wo.)DE | AT37 (7 Wo.)AT | — | Erstveröffentlichung: 5. Dezember 2008                               |
| 2009 | Blaue Flecken Die Suche geht weiter                                             | DE10 (9 Wo.)DE | AT45 (3 Wo.)AT | — | Erstveröffentlichung: 3. April 2009                                  |
| 2009 | Ich bin mein Haus Die Suche geht weiter                                         | DE29 (5 Wo.)DE | — | — | Erstveröffentlichung: 11. September 2009 Verkäufe: 5.000 (limitiert) |
| 2011 | Wir sind am Leben                                                               | DE3 Gold · (20 Wo.)DE | AT17 (17 Wo.)AT | CH35 (6 Wo.)CH | Erstveröffentlichung: 9. September 2011 Verkäufe: + 150.000          |
| 2012 | Lied von den Vergessenen Wir sind am Leben                                      | DE27 (4 Wo.)DE | — | — | Erstveröffentlichung: 10. Februar 2012                               |
| 2018 | Wenn es jetzt losgeht Lass es Liebe sein – Die schönsten Lieder                 | — | — | — | Erstveröffentlichung: 31. August 2018                                |
| 2018 | Ich trag heut Weiß (denn du bist tot) Lass es Liebe sein – Die schönsten Lieder | — | — | — | Erstveröffentlichung: 21. September 2018                             |

## Videoalben und Musikvideos

### Videoalben
| Jahr | Titel Musiklabel                                | Höchstplatzierung, Gesamtwochen, AuszeichnungChartplatzierungen (Jahr, Titel, Musiklabel, Platzierungen, Wochen, Auszeichnungen, Anmerkungen) | Höchstplatzierung, Gesamtwochen, AuszeichnungChartplatzierungen (Jahr, Titel, Musiklabel, Platzierungen, Wochen, Auszeichnungen, Anmerkungen) | Höchstplatzierung, Gesamtwochen, AuszeichnungChartplatzierungen (Jahr, Titel, Musiklabel, Platzierungen, Wochen, Auszeichnungen, Anmerkungen) | Anmerkungen                                                                  |
| Jahr | Titel Musiklabel                                | DE | AT | CH | Anmerkungen                                                                  |
| ---- | ----------------------------------------------- | --- | --- | --- | ---------------------------------------------------------------------------- |
| 2003 | Live aus Berlin Island Records (UMG)            | DE— PlatinDE | — | — | Erstveröffentlichung: 26. Mai 2003 Verkäufe: + 50.000; * siehe Livealbum     |
| 2004 | Herz Island Records (UMG)                       | DE* GoldDE | — | CH*CH | Erstveröffentlichung: 19. April 2004 Verkäufe: + 25.000; * siehe Studioalbum |
| 2004 | Willkommen in unserer Welt Island Records (UMG) | DE27 Platin · (7 Wo.)DE | — | — | Erstveröffentlichung: 8. November 2004 Verkäufe: + 50.000                    |
| 2007 | Das große Leben live Island Records (UMG)       | DE*DE | AT6 (2 Wo.)AT | — | Erstveröffentlichung: 8. September 2006 * siehe Studioalbum                  |
| 2009 | Die Suche geht weiter – live Polydor (UMG)      | DE*DE | AT1 (26 Wo.)AT | CH10 (1 Wo.)CH | Erstveröffentlichung: 24. April 2009 * siehe Studioalbum                     |

### Musikvideos
| Jahr | Titel                                       | Regie             |
| ---- | ------------------------------------------- | ----------------- |
| 1994 | Nur einmal noch                             |                   |
| 1995 | Mittwoch is’ er fällig                      |                   |
| 1995 | Lachen                                      |                   |
| 1998 | Herzensschöner                              |                   |
| 1998 | Nur einmal noch ’98                         |                   |
| 1998 | Königin                                     |                   |
| 1999 | Ja, ich will                                | Marcus Sternberg  |
| 2000 | Amo Vitam                                   | Marcus Sternberg  |
| 2000 | Kinder der Nacht                            | Marcus Sternberg  |
| 2001 | Total Eclipse                               | Marcus Sternberg  |
| 2001 | Es könnt’ ein Anfang sein                   | Marcus Sternberg  |
| 2002 | Sternraketen                                | Joern Heitmann    |
| 2002 | Es tut immer noch weh                       | Joern Heitmann    |
| 2003 | Was kann ich für eure Welt                  | Joern Heitmann    |
| 2004 | Liebe ist alles                             | Philipp Stölzl    |
| 2004 | Ich will mich verlieben                     | Nilo Neuenhofen   |
| 2004 | Willkommen                                  |                   |
| 2004 | Ich komm an dir nicht weiter                | Joern Heitmann    |
| 2006 | Ich bin ich (wir sind wir)                  | Joern Heitmann    |
| 2006 | Nichts von alledem (tut mir leid)           | Joern Heitmann    |
| 2006 | Ich geh in Flammen auf                      | Schwaewel – Big F |
| 2006 | Auch im Regen                               | Joern Heitmann    |
| 2007 | Aus Liebe wollt ich alles wissen            | Joern Heitmann    |
| 2008 | Gib mir Sonne                               | Daniel Lwowski    |
| 2008 | Wie weit ist vorbei                         | Joern Heitmann    |
| 2008 | Gib mir mehr Himmel                         | Fabian Fornalski  |
| 2009 | Blaue Flecken                               | Joern Heitmann    |
| 2009 | Blaue Flecken (live)                        | Patrick Wilfert   |
| 2009 | Susi im roten Kleid                         | Joern Heitmann    |
| 2009 | Ich bin mein Haus                           | Patrick Wilfert   |
| 2011 | Wir sind am Leben                           | Johannes Grebert  |
| 2011 | Weil wir Freunde sind (Der Tiger Taps Song) |                   |
| 2012 | Lied von den Vergessenen                    | Joern Heitmann    |

## Boxsets
| Jahr | Titel Musiklabel                                  | Anmerkungen                                                |
| ---- | ------------------------------------------------- | ---------------------------------------------------------- |
| 2000 | Stolz der Rose – Das Beste und mehr Polydor (UMG) | Erstveröffentlichung: 2000                                 |
| 2007 | Rosenstolz Box Island Records (UMG)               | Erstveröffentlichung: 2007                                 |
| 2007 | Die Singles 92-07 Island Records (UMG)            | Erstveröffentlichung: 16. November 2007 Inhalt: 44 Singles |
| 2009 | Mal vier Island Records (UMG)                     | Erstveröffentlichung: 2. Oktober 2009                      |

## Promoveröffentlichungen
| Jahr | Titel Album                           | Anmerkungen                |
| ---- | ------------------------------------- | -------------------------- |
| 1999 | Ein anderes Gefühl von Schmerz Zucker | Erstveröffentlichung: 1999 |
| 1999 | Zucker III Zucker                     | Erstveröffentlichung: 1999 |

## Sonderveröffentlichungen

### Alben
| Jahr | Titel Musiklabel                                   | Anmerkungen                                                                         |
| ---- | -------------------------------------------------- | ----------------------------------------------------------------------------------- |
| 1999 | Raritäten II Polydor (UMG)                         | Erstveröffentlichung: 1999 Vertrieb nur über die offizielle Homepage von Rosenstolz |
| 2003 | Ohne Worte – Die Karaoke-CD Polydor (UMG)          | Erstveröffentlichung: 2003 Vertrieb nur über die offizielle Homepage von Rosenstolz |
| 2012 | Das große Leben / Macht Liebe Island Records (UMG) | Erstveröffentlichung: 14. August 2012 Teil der „2-for-1“-Reihe                      |
| 2015 | My Star Island Records (UMG)                       | Erstveröffentlichung: 12. Juni 2015 Teil der „My-Star“-Reihe                        |
| 2018 | Sanfte Verführer Delta Music (DME)                 | Erstveröffentlichung: 5. Oktober 2018 Label-Kompilation                             |
| 2019 | Wolkenschiffe Power Station Music (PSM)            | Erstveröffentlichung: 1. November 2019 Verkäufe: 1.111 (limitierte LP)              |

| Jahr | Titel Musiklabel                                          | Anmerkungen                                                                           |
| ---- | --------------------------------------------------------- | ------------------------------------------------------------------------------------- |
| 2006 | Das große Leben (Deluxe Box) Island Records (UMG)         | Erstveröffentlichung: 3. März 2006 Verkäufe werden dem Studioalbum hinzuaddiert       |
| 2008 | Die Suche geht weiter (Deluxe Box) Island Records (UMG)   | Erstveröffentlichung: 26. September 2008 Verkäufe werden dem Studioalbum hinzuaddiert |
| 2011 | Wir sind am Leben (Super Deluxe Box) Island Records (UMG) | Erstveröffentlichung: 23. September 2011 Verkäufe werden dem Studioalbum hinzuaddiert |

### Lieder
| Jahr | Titel Album                              | Anmerkungen                                                              |
| ---- | ---------------------------------------- | ------------------------------------------------------------------------ |
| 2008 | Ich bin ich (wir sind wir) Cubano alemán | Erstveröffentlichung: 29. August 2008 Rhythms Del Mundo feat. Rosenstolz |

### Videoalben
| Jahr | Titel Musiklabel                                              | Anmerkungen                                                                                   |
| ---- | ------------------------------------------------------------- | --------------------------------------------------------------------------------------------- |
| 2007 | Soubrette werd’ ich nie (Deluxe Edition) Island Records (UMG) | Erstveröffentlichung: 30. November 2007 CD+DVD; Verkäufe werden dem Studioalbum hinzuaddiert  |
| 2008 | Die Suche geht weiter (Deluxe Edition) Island Records (UMG)   | Erstveröffentlichung: 26. September 2008 CD+DVD; Verkäufe werden dem Studioalbum hinzuaddiert |
| 2011 | Wir sind am Leben (Deluxe Edition) Island Records (UMG)       | Erstveröffentlichung: 23. September 2011 CD+DVD; Verkäufe werden dem Studioalbum hinzuaddiert |

## Statistik

### Chartauswertung
Die folgenden Statistiken bieten eine Übersicht über die Charterfolge von Rosenstolz in Deutschland, Österreich und der Schweiz. Zu berücksichtigen ist, dass sich Videoalben in Deutschland auch in den Albumcharts platzieren, die Daten aus Österreich und der Schweiz entstammen aus eigenständigen Musik-DVD-Charts.
|                     | DE     | AT    | CH    |
| ------------------- | ------ | ----- | ----- |
| Nummer-eins-Alben   | DE5DE  | AT3AT | CH—CH |
| Top-10-Alben        | DE10DE | AT3AT | CH3CH |
| Alben in den Charts | DE21DE | AT9AT | CH5CH |

|                       | DE     | AT     | CH    |
| --------------------- | ------ | ------ | ----- |
| Nummer-eins-Singles   | DE1DE  | AT—AT  | CH—CH |
| Top-10-Singles        | DE11DE | AT2AT  | CH—CH |
| Singles in den Charts | DE26DE | AT13AT | CH6CH |

|                          | DE    | AT    | CH    |
| ------------------------ | ----- | ----- | ----- |
| Nummer-eins-Videoalben   | DE—DE | AT1AT | CH—CH |
| Top-10-Videoalben        | DE—DE | AT1AT | CH1CH |
| Videoalben in den Charts | DE—DE | AT2AT | CH1CH |

### Auszeichnungen für Musikverkäufe
Anmerkung: Auszeichnungen in Ländern aus den Charttabellen bzw. Chartboxen sind in ebendiesen zu finden.
| Land/RegionAuszeichnungen für Musikverkäufe (Land/Region, Auszeichnungen, Verkäufe, Quellen) | Gold       | Platin       | Verkäufe  | Quellen           |
| -------------------------------------------------------------------------------------------- | ---------- | ------------ | --------- | ----------------- |
| Deutschland (BVMI)                                                                           | 11× Gold11 | 15× Platin15 | 4.275.000 | musikindustrie.de |
| Österreich (IFPI)                                                                            | 2× Gold2   | Platin1      | 50.000    | ifpi.at           |
| Schweiz (IFPI)                                                                               | 2× Gold2   | —            | 30.000    | hitparade.ch      |
| Insgesamt                                                                                    | 15× Gold15 | 16× Platin16 |           |                   |